# Sharm el-Sheikhs internationella flygplats

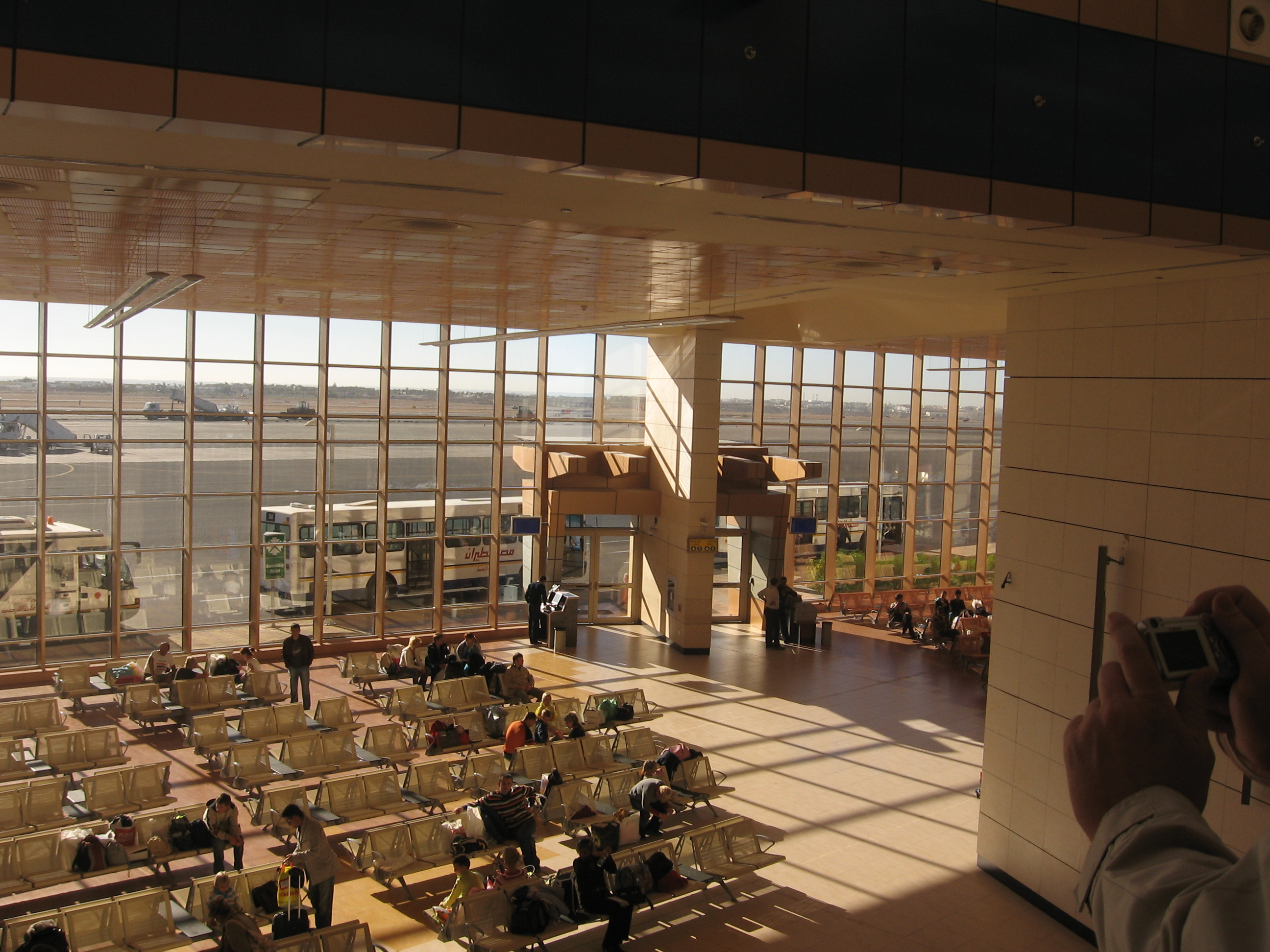
Avgångshallen vid Sharm el-Sheikh International Airport

Sharm el-Sheikhs internationella flygplats (IATA: SSH, ICAO: HESH) (arabiska: مطار شرم الشيخ الدولي) är en internationell flygplats norr om staden Sharm el-Sheikh i Egypten. År 2009 använde nästan 7,5 miljoner passagerare flygplatsen, vilket gör flygplatsen till den andra största i Egypten.  De flesta svenska charterbolag säljer resor hit då resmålet på senare år blivit populärt i både Sverige och resten av Europa. Flygplatsen blev internationellt omtalat den 31 oktober 2015, i samband med nyheten om att ett Airbus 320-flygplan som trafikerade "Kogalymavia Flight 9268" havererade varvid 224 personer omkom..

## Historia
Flygplatsen byggdes år 1968 av Israels försvarsmakt och var då en flygbas tiden efter Sexdagarskriget. Området som innefattade flygbasen och en bosättning för 500 familjer hette Ofira i Israels ägo. Israel lämnade över basen och bosättningen till Egypten år 1982 enligt Camp David-avtalen. Luftstrider utkämpades vid basen mellan Israels flygvapen och Egyptens flygvapen under Oktoberkriget.

## Flygbolag och destinationer (ett urval)

### Ett urval av nuvarande flygbolag och destinatiner
- Pegasus Airlines har en linje till Istanbul–Sabiha Gökçen[3]
- Scandinavian Airlines har en linje till Stockholm-Arlanda
- Novair Charter har linjer till Göteborg-Landvetter, Malmö och Stockholm–Arlanda

### Några tidigare destinationer
Thomson Airways, Thomson Cook Airlines och easyJet har tidigare haft ett flertal flygningar från Sharm el-Sheikhs internationella flygplats till olika destinationer i Storbritannien, men dessa linjer har nu upphört. UtAir Aviation och Nordstar har tidigare haft några destinationer till Ryssland, men de har också upphört.